# Brejo do Cruz
Brejo do Cruz este un oraș în Paraíba (PB), Brazilia.